# Tomohiro Tanaka
Tomohiro Tanaka (田中 智大 Tanaka Tomohiro?), född 10 januari 1991 i Fukuoka prefektur, är en japansk fotbollsspelare.
Tanaka började sin karriär 2014 i FC Gifu. Efter FC Gifu spelade han för Gainare Tottori, Blaublitz Akita och Kataller Toyama.